# 新虹桥国际医学中心
上海新虹桥国际医学中心是位於中華人民共和國上海市閔行區的一個医疗产业园区，位于虹桥商务区内，周圍有虹桥综合交通枢纽。新虹桥国际医学中心占地面积1500亩，於2010年3月启动，2012年3月30日开工。截至2013年，已有7家醫療機構入駐新虹桥国际医学中心。截至2020年8月，新虹桥国际医学中心已有11家医院入駐。